# أولينا الحاج
أولينا الحاج (4 مارس 1989 -)، إعلامية لبنانية. مقدمة أخبار وبرامج إخبارية في قناة العربية الحدث، كما وتقوم بتقديم برنامج صباح العربية.

## حياتها ونشأتها
عملت كمقدمة رئيسية في نشرة أخبار التاسعة على قناة إم بي سي 1 لمدة سنتين. حاصلة على شهادة البكالوريوس في العلوم السياسية والعلاقات الدولية والدبلوماسية. بدأت مسيرتها في التلفزيون كمتدربة في المؤسسة اللبنانية للإرسال (LBC) لنتقل بعدها للعمل كمذيعة أخبار في قناة الـ MTV اللبنانية، وسرعان ما انتقلت إلى دبي للعمل في مجموعة أم بي سي
كانت في السابق تعمل في منظمة غير حكومية تعنى بشئون تطوير برامج الطفولة. وعملت أيضا كمحررة لمجلة ناطقة باللغتين العربية والإنجليزية. تتقن ثلاث اللغات العربية والإنكليزية والفرنسية، بالإضافة إلى القليل من الإسبانية. شاركت في إغاثة الشعب الفلبيني بعد حادثة إعصار هايان (2013). وزارت مخيمات اللاجئين السوريين في سوريا على الحدود التركية 2013.